# Иванов, Алексей Алексеевич (тренер)
Алексе́й Алексе́евич Ивано́в (19 августа 1949, Щербаков, Ярославская область — 26 октября 2010, Рыбинск, Ярославская область) — советский и российский тренер по лёгкой атлетике. Занимался тренерской деятельностью в Рыбинске в 1973—2010 годах, во Дворце спорта «Метеор», СДЮСШОР № 9, СШОР № 2 имени ЗТР А. Р. Елфимова. Личный тренер нескольких титулованных бегунов на средние и длинные дистанции, в их числе А. Измайлов, С. Мельников, С. Смирнов. Заслуженный тренер РСФСР (1992).

## Биография
Алексей Иванов родился 19 августа 1949 года в городе Щербакове Ярославской области. Окончил местную Среднюю общеобразовательную школу № 1 и Рыбинский авиационный технологический институт (1971).
С 1966 года работал техником и инженером в Рыбинском конструкторском бюро приборостроения.
В 1973 году занялся тренерской деятельностью, работал старшим тренером по лёгкой атлетике в рыбинском Дворце спорта «Метеор», в Специализированной детско-юношеской спортивной школе олимпийского резерва № 9 и в Спортивной школе олимпийского резерва № 2 имени ЗТР А. Р. Елфимова. Специализировался на подготовке бегунов на средние и длинные дистанции.
За долгие годы тренерской работы подготовил ряд титулованных спортсменов, добившихся успеха на всесоюзном, всероссийском и международном уровне. Так, среди его воспитанников следующие известные бегуны:
- Алексей Измайлов — чемпион мира в командном зачёте, чемпион Европы, пятикратный чемпион России в беге на 100 км, заслуженный мастер спорта;
- Сергей Мельников — серебряный призёр чемпионата Европы в помещении, чемпион Спартакиады народов СССР, многократный чемпион СССР, СНГ и России, мастер спорта международного класса;
- Сергей Смирнов — чемпион СССР в беге на 10 000 метров, обладатель Кубка СССР, победитель Мемориала братьев Знаменских, мастер спорта.

В качестве тренера А. А. Иванов неоднократно привлекался к работе в сборных командах СССР и России по лёгкой атлетике.
За выдающиеся достижения на тренерском поприще в 1992 году удостоен почётного звания «Заслуженный тренер РСФСР». Награждён нагрудным знаком «Отличник физической культуры и спорта» (1990), почётным знаком «За заслуги в развитии физической культуры и спорта России» (1999), шестью медалями «Тренеру чемпиона СССР» и девятью медалями «Тренеру чемпиона РСФСР и России».
Умер 26 октября 2010 года в возрасте 61 года.